# Wang Xiangzhai
Wang xiangzhai (王薌齋) (1885-1963) est un maître en arts martiaux chinois.

## Biographie
Il est né le 24 novembre 1885 dans le district de Shen, province du Hebei, dans le « village de campagne des Wei ». Nibao fut son prénom de naissance, également appelé Yuseng, il utilisa le pseudonyme de Xiang Zhai.
Comme il était très maigre et maladif, ses parents l’envoyèrent chez le célèbre maître de xingyi quan Guo Yunshen afin d’améliorer sa santé. Les Guo étaient une famille d’éleveurs de chevaux, voisins du village des Wei avec lesquels la famille Wang avaient toujours eu des relations.
De Guo Yunshen, Wang Xiang Zhai n'appris que le zhanzhuanggong ou « travail en posture immobile comme un pieu », le maître l'obligeait, malgré son jeune âge, à garder la posture immobile des heures durant. Cet entraînement lui permit de fortifier sa santé puis de développer des capacités remarquables.
Wang s'engagea plus tard dans l'armée à Pékin et, à l'âge de 33 ans, il entreprit un périple à travers toute la Chine dans le but d'approfondir ses connaissances et de rencontrer de nouveaux maîtres. Il fit, après un court séjour au monastère Shaolin, la rencontre de plusieurs grands experts de xinyi quan (la forme ancienne du xingyi quan) ainsi que de Hequan (boxe de la grue). Au terme de 7 années de voyage, de rencontres et d'apprentissage, Wang Xiang Zhai commença à se faire connaître du cercle des maîtres réputé à Pékin, Shanghai et Tianjin. Son niveau élevé lui valut les éloges de nombreuses personnalités des arts martiaux de l'époque.
Il enseignait la synthèse de ses connaissances qu'il nomma tout d'abord Yiquan (en référence au Xinyiquan) puis l'un de ses élèves journaliste présenta à la presse sous le nom de Da cheng quan (la boxe du grand accomplissement). Cet enseignement était essentiellement basé sur la pratique du Zhanzhuang (posture du pieu, ou de l'arbre) et regroupait des pratiques issues du bouddhisme chan, du taoïsme et des différentes écoles de l'art martial chinois qu'il avait assimilé. Il attira de nombreux disciples et Wang Xiang Zhai reçu même la visite de plusieurs experts japonais pendant l'occupation. L'un d'entre eux, Kenichi Sawai, devint son élève et fonda sa propre école à son retour au Japon : le Taikiken.
Vers la fin de son existence, le maître Wang se concentra sur l'aspect curatif des postures de zhanzhuang et travailla en collaboration avec de nombreux hôpitaux. Il eut, a cette période, de très nombreux élèves.
Wang Xiang Zhai mourut à Tianjin en 1963 des suites d'une maladie. Il était âgé de 78 ans. Il fut enterré au cimetière des personnalités à Pékin.

## Liens
Blog sur le yiquan contenant une biographie complète de Wang xiangzhai
- Arts Classiques du Tao